# Oszkár Abay-Nemes
Oszkár Abay-Nemes (né le 22 septembre 1913 et mort le 30 janvier 1959) est un nageur hongrois spécialiste des épreuves de nage libre.

## Palmarès

### Jeux olympiques
- Jeux olympiques de 1936 à Berlin (Allemagne) :
  -  Médaille de bronze du 4 × 200 m nage libre[1].